# Sint-Quirinuskerk (Bengel)
De Sint-Quirinuskerk is een katholieke parochiekerk in Bengel, een plaats in de Landkreis Bernkastel-Wittlich, Rijnland-Palts. De kerk werd in de jaren 1901-1902 gebouwd en is een beschermd monument.

## Geschiedenis

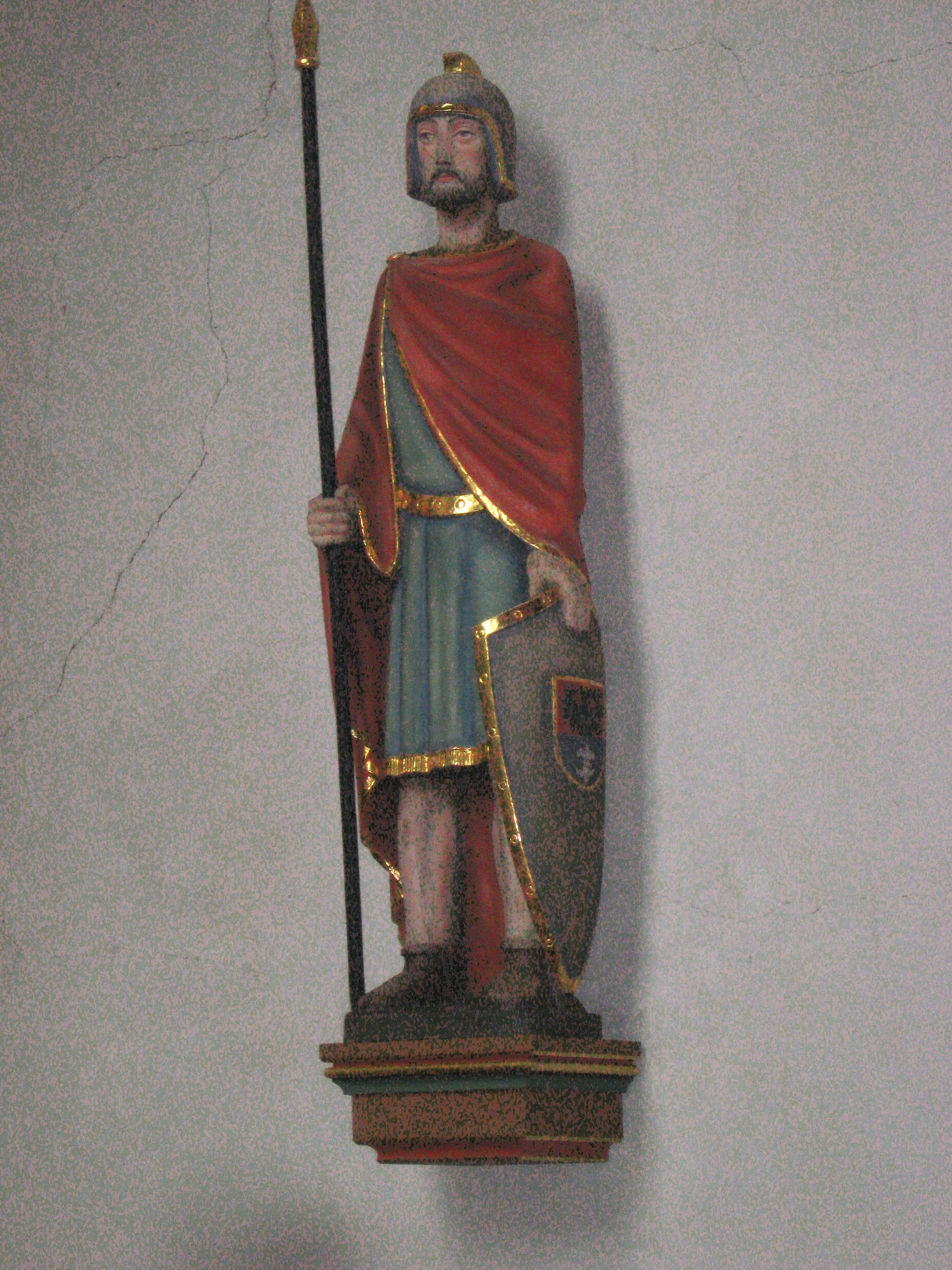
Beeld in de kerk van Sint-Quirinus

Reeds in de 16e eeuw bestond er een aan de heilige Quirinius gewijde kapel in Bengel. De nieuwbouw uit 1726 brandde in 1865 af en na jaren van sparen en moeizame planning kon er in 1901 worden begonnen aan de bouw van een nieuw kerkgebouw. Deze neogotische hallenkerk werd naar het ontwerp van de architecten Wilhelm Schmitz en Julius Wirtz uit Trier gebouwd.

## Kerkramen
De kerk bezit nog altijd de oorspronkelijke glas-in-loodramen en stellen scènes uit het Nieuwe Testament voor.